# Долой безделье!
«Долой безделье!» (яп. スキップとローファー Сукиппу то ро:фа:) — манга, написанная и проиллюстрированная Мисаки Такамацу. Публикуется в журнале Afternoon издательства Kodansha с августа 2018 года и по состоянию на декабрь 2024 года издана в одиннадцати томах-танкобонах. Студией P.A. Works манга адаптирована в формат аниме-сериала, трансляция которого проходила с апреля по июнь 2023 года. В декабре 2024 года был анонсирован второй сезон.
В мае 2023 года «Долой безделье!» выиграла премию манги Коданся в общей категории.

## Завязка сюжета
Отличница Мицуми Ивакура после окончания средней школы переезжает из родного городка в префектуре Исикава в Токио для обучения в старшей школе. Однако в день поступления она опаздывает, заблудившись в час пик. Её находит старшеклассник Сосукэ Сима, который помогает Мицуми и сопровождает её в школу.

## Персонажи
Мицуми Ивакура (яп. 岩倉 美津未 Ивакура Мицуми) — главная героиня, родилась в деревне в префектуре Исикава. Переезжает в Токио, надеясь выучиться на депутата и поднять экономику родному краю. Притягивает к себе людей, наивна, но устойчива, повторяет попытки что-то сделать, пока не преуспеет. Староста класса от девочек. На первом году обучения становится секретарём ученического совета, а затем и заместителем его председателя.
Сэйю: Томоё Куросава
Сосукэ Сима (яп. 志摩 聡介 Сима Со:сукэ) — главный герой, в детстве снимавшийся в сериалах. Ушёл с работы, спровоцировав скандал с подругой детства. Не любит говорить о своём прошлом. Носит личину жизнерадостного парня, но одёргивает себя, чувствуя, что не должен наслаждаться жизнью, пока страдает его подруга. Староста класса от мальчиков. Красивый, популярен у девушек.
Сэйю: Акинори Эгоси
Мика Эгасира (яп. 江頭 ミカ Эгасира Мика) — одноклассница главных героев. В детстве была полной, но перед поступлением в старшую школу похудела и теперь старается выжать из своей внешности всё, одеваясь по последнему слову моды, но всё ещё неуверенна в себе. Изначально пыталась использовать Мицуми, чтобы сблизиться с Сосукэ, но потом та сама решила с ней подружиться, когда попросила её помощи в тренировке, зная, что Мика не станет её обманывать.
Сэйю: Юка Тэрасаки
Юдзуки Мурасигэ (яп. 村重 結月 Мурасигэ Юдзуки) — одноклассница главных героев, самая красивая девушка в классе. При этом оказалась не зазнайкой, а дружелюбной и весёлой девушкой (хотя и с проблемами с учёбой). Она же и указала Мицуми, что Мика её использует. Ходит в художественный кружок.
Сэйю: Маая Утида
Макото Курумэ (яп. 久留米 誠 Курумэ Макото) — одноклассница главных героев, молчаливая девушка в очках, со своеобразным чувством юмора. Изначально хотела вступить в ученический совет, где столкнулась с Мицуми. Та первая пошла на контакт. Курумэ не сразу поладила с Юдзуки, считая, что несовместима со «стереотипичной блондинкой», но они тоже смогли сблизиться.
Сэйю: Мэгуми Хан
Нао (яп. ナオ, (имя при рождении — Наото, впоследствии стал называть себя Наоки)) — дядя Мицуми, у которого она живёт в Токио. Стилист, одевается в женскую одежду, просит относиться к себе как к женщине. Подружился с Микой, увидев в ней себя в старших классах.
Сэйю: Мицуки Сайга
Цукаса Мукаи (яп. 迎井 司 Мукаи Цукаса) — одноклассник главных героев, друг Сосукэ по старой школе, знает о его прошлом, но хранит тайну. Немногословен.
Сэйю: Хикару Танака
Кэнто Ямада (яп. 山田 健斗 Ямада Кэнто) — одноклассник главных героев, низкорослый парень, душа компании. Хочет найти себе девушку и присматривается к Юдзуки.
Сэйю: Аюму Мурасэ
Наруми Канэтика (яп. 兼近 鳴海 Канэтика Наруми) — глава школьного драмкружка, надеется завлечь в него и Сосукэ, так как узнал, что тот был актёром. Хочет стать сценаристом.
Сэйю: Рёхэй Кимура
Токико Такаминэ (яп. 高嶺 十貴子 Такаминэ Токико) — в начале сюжета бухгалтер ученического совета, в третьем томе становится заместителем его председателя, в пятом — председателем. Разбивает свой день по делам едва ли не поминутно и страдает от повышенной тревожности, что чего-то не успеет. Учится у Мицуми сбрасывать напряжение.
Сэйю: Минами Цуда

## Медиа

### Манга
«Долой безделье!», написанная и проиллюстрированная Мисаки Такамацу, публикуется с 25 августа 2018 года в журнале сэйнэн-манги Afternoon издательства Kodansha. На декабрь 2024 года главы манги были скомпонованы в одиннадцать томов-танкобонов. Первый том поступил в продажу 23 января 2019 года.
В феврале 2021 года американское издательство Seven Seas Entertainment объявило о приобретении прав на публикацию манги на английском языке. В июне 2023 года российское издательство Alt Graph объявило о начале выпуска манги на русском языке под названием «Долой безделье!».

#### Список томов
| №  | Оригинальное издание | Оригинальное издание                               | Издание на русском | Издание на русском     |
| №  | Дата публикации      | ISBN                                               | Дата публикации    | ISBN                   |
| -- | -------------------- | -------------------------------------------------- | ------------------ | ---------------------- |
| 01 | 23 января 2019 г.    | ISBN 978-4-0651-4209-7                             | июль 2023 г.       | ISBN 978-5-9052-9520-9 |
| 02 | 23 июля 2019 г.      | ISBN 978-4-0651-6300-9                             | июль 2023 г.       | ISBN 978-5-9052-9521-6 |
| 03 | 21 февраля 2020 г.   | ISBN 978-4-0651-8471-4                             | декабрь 2023 г.    | ISBN 978-5-9052-9522-3 |
| 04 | 21 августа 2020 г.   | ISBN 978-4-0652-0539-6                             | декабрь 2023 г.    | ISBN 978-5-9052-9523-0 |
| 05 | 23 марта 2021 г.     | ISBN 978-4-0652-2497-7                             | август 2024 г.     | ISBN 978-5-9075-7652-0 |
| 06 | 22 ноября 2021 г.    | ISBN 978-4-0652-5779-1                             | август 2024 г.     | ISBN 978-5-9075-7653-7 |
| 07 | 22 июня 2022 г.      | ISBN 978-4-0652-8147-5                             | февраль 2025 г.    | ISBN 978-5-9075-7660-5 |
| 08 | 23 января 2023 г.    | ISBN 978-4-0653-0267-5                             | февраль 2025 г.    | ISBN 978-5-9075-7661-2 |
| 09 | 23 августа 2023 г.   | ISBN 978-4-0653-2642-8                             |                    |                        |
| 10 | 22 марта 2024 г.     | ISBN 978-4-0653-4851-2 ISBN 978-4-0653-5630-2 (СИ) |                    |                        |
| 11 | 23 декабря 2024 г.   | ISBN 978-4-0653-7722-2                             |                    |                        |

### Аниме
Об адаптации манги в формат аниме-сериала было объявлено 22 ноября 2021 года. Производством аниме-сериала занялась студия P.A. Works, режиссёром и сценаристкой стала Котоми Дэай, дизайнером персонажей и главным режиссёром анимации — Манами Умэсита, а композитором — Такацугу Вакабаяси. Аниме-сериал транслировался с 4 апреля по 20 июня 2023 года на Tokyo MX, AT-X и других телеканалах. Открывающая музыкальная тема аниме-сериала — «Mellow» (яп. メロウ Мэро:, «Зрелость»), исполненная Кэйной Судой; закрывающая — «Hanauta to Mawarimichi» (яп. ハナウタとまわり道 Ханаута то маваримити, «Напев и объезд»), исполненная Рикако Аидой.
За пределами Азии аниме-сериал лицензирован стриминговым сервисом Crunchyroll. На русском языке аниме-сериал лицензирован Crunchyroll под названием «В лоферах вприпрыжку». На территории Юго-Восточной Азии аниме-сериал транслировался в сервисе Aniplus Asia.
19 декабря 2024 года состоялся анонс второго сезона. Вся основная команда, работавшая над первым сезоном, осталась прежней; над сценарием в паре с Дэай работает Ёко Ёнаияма.

#### Список серий первого сезона
| №  | Название                                                       | Режиссёр        | Премьера в Японии |
| -- | -------------------------------------------------------------- | --------------- | ----------------- |
| 01 | Искорки «Пикапика» (ピカピカ)                                  | Котоми Дэай     | 4 апреля 2023 г.  |
| 02 | Суета и терзания «Совасова уроуро» (そわそわ うろうろ)         | Юрико Абэ       | 11 апреля 2023 г. |
| 03 | Нежность и хруст «Фувафува батибати» (フワフワ バチバチ)       | Акира Такамура  | 18 апреля 2023 г. |
| 04 | Покалывание и шарканье «Пирипири кацукацу» (ピリピリ カツカツ) | Кэн Санума      | 25 апреля 2023 г. |
| 05 | Жжение и суета «Тикутику исоисо» (チクチク いそいそ)           | Ёхэй Фукуи      | 2 мая 2023 г.     |
| 06 | Морось и сияние «Ситосито тикатика» (シトシト チカチカ)        | Томоко Хирамуки | 9 мая 2023 г.     |
| 07 | Сумбур и популярность «Патапата мотэмотэ» (パタパタ モテモテ)  | Мицуё Ёконо     | 16 мая 2023 г.    |
| 08 | Жара и сложности «Мувамува ироиро» (ムワムワ いろいろ)         | Тиэ Ямасиро     | 23 мая 2023 г.    |
| 09 | Ленца и восторг «Тороторо рунрун» (トロトロ ルンルン)          | Сю Хомма        | 30 мая 2023 г.    |
| 10 | Скрежет и слёзы «Батабата поропоро» (バタバタ ポロポロ)        | Таканори Яно    | 6 июня 2023 г.    |
| 11 | Шум и гам «Ваиваи дзавадзава» (ワイワイ ザワザワ)              | Юрико Абэ       | 13 июня 2023 г.   |
| 12 | Звёздочки «Киракира» (キラキラ)                                | Котоми Дэай     | 20 июня 2023 г.   |

## Приём

### Критика
Ребекка Сильверман с сайта Anime News Network поставила первым двум томам манги оценку «A-» и написала в заключение: «В „Долой безделье!“ могут отсутствовать потрясающие иллюстрации и новаторский сюжет. Но она [манга] обладает чётким представлением о собственном повествовании и персонажах, а также немалым чувством юмора».

### Рейтинги и рекомендации
«Долой безделье!», наряду с Ranking of Kings, заняла седьмое место в списке лучшей манги 2020 года для читателей-мужчин по версии справочника Kono Manga ga Sugoi!. В списке Kono Manga ga Sugoi! на 2024 год манга заняла восьмое место. В декабре 2021 года журнал Da Vinci издательства Media Factory в выпуске за январь 2022 года поместил мангу на сорок шестое место в рейтинге «Книга года». В этом же рейтинге за январь 2024 года манга заняла девятое место. В конце марта 2023 манга была включена порталом MyAnimeList в рекомендательный список «Манга, которую вам стоит прочесть — 2023».
В 2020 году манга стала одной из нескольких работ, рекомендованных членами жюри в рамках 23-го фестиваля Japan Media Arts Festival.

### Награды и номинации

#### Манга
| Год  | Награда              | Результат | Категория                                     | Прим.         |
| ---- | -------------------- | --------- | --------------------------------------------- | ------------- |
| 2019 | Next Manga Award     | Номинация | Лучшая печатная манга                         | [ 45 ]        |
| 2020 | Манга тайсё          | 3-е место | Лучшая манга                                  | [ 46 ] [ 47 ] |
| 2020 | Премия манги Коданся | Номинация | Общая категория                               | [ 48 ]        |
| 2021 | Tsutaya Comic Award  | Победа    | Специальная премия от ComicSpace              | [ 49 ]        |
| 2022 | Премия манги Коданся | Номинация | Общая категория                               | [ 50 ]        |
| 2023 | Премия манги Коданся | Победа    | Общая категория                               | [ 51 ]        |
| 2023 | Magademy Award       | Номинация | Лучшая главная героиня (Мицуми Ивакура)       | [ 52 ]        |
| 2024 | Japan Expo Awards    | Номинация | Премия «Дарума» за лучшую мангу               | [ 53 ]        |
| 2024 | Japan Expo Awards    | Номинация | Премия «Дарума» за лучшую новую мангу         | [ 53 ]        |
| 2024 | Japan Expo Awards    | Номинация | Премия «Дарума» за лучшую романтическую мангу | [ 53 ]        |
| 2024 | Magademy Award       | Победа    | Лучшее произведение                           | [ 54 ]        |

#### Аниме
| Год  | Награда                  | Результат  | Категория                                          | Номинант                                                                                            | Прим.  |
| ---- | ------------------------ | ---------- | -------------------------------------------------- | --------------------------------------------------------------------------------------------------- | ------ |
| 2023 | CACC Golden Dragon Award | Победа     | Лучшая зарубежная анимация                         | «Долой безделье!»                                                                                   | [ 55 ] |
| 2023 | Newtype Anime Awards     | 8-е место  | Лучший режиссёр                                    | Котоми Дэай                                                                                         | [ 56 ] |
| 2023 | Newtype Anime Awards     | 6-е место  | Лучший телесериал                                  | «Долой безделье!»                                                                                   | [ 56 ] |
| 2024 | Anime Trending Awards    | 2-е место  | Аниме года в жанре повседневность                  | «Долой безделье!»                                                                                   | [ 57 ] |
| 2024 | Anime Trending Awards    | 8-е место  | Девушка года                                       | Мицуми Ивакура                                                                                      | [ 57 ] |
| 2024 | Anime Trending Awards    | 6-е место  | Лучшая актриса озвучивания                         | Томоё Куросава в роли Мицуми Ивакуры                                                                | [ 57 ] |
| 2024 | Anime Trending Awards    | 6-е место  | Лучшие пейзажи и визуальные эффекты                | E-Caesar (арт-директор), Кадзуто Идзумита (оператор-постановщик) и Юко Кобари (цветовое оформление) | [ 57 ] |
| 2024 | Anime Trending Awards    | 10-е место | Лучший адаптированный сценарий                     | Котоми Дэай                                                                                         | [ 57 ] |
| 2024 | Anime Trending Awards    | 6-е место  | Лучший дизайн персонажей                           | Манами Умэсита                                                                                      | [ 57 ] |
| 2024 | Anime Trending Awards    | 8-е место  | Лучший подбор голосов                              | «Долой безделье!»                                                                                   | [ 57 ] |
| 2024 | Anime Trending Awards    | 13-е место | Пара или шип года                                  | Сосукэ и Мицуми                                                                                     | [ 57 ] |
| 2024 | Crunchyroll Anime Awards | Номинация  | Лучшая повседневность                              | «Долой безделье!»                                                                                   | [ 58 ] |
| 2024 | Crunchyroll Anime Awards | Номинация  | Лучший романтический сериал                        | «Долой безделье!»                                                                                   | [ 58 ] |
| 2024 | Reddit Anime Awards      | Победа     | Лучшая повседневность (выбор зрителей)             | «Долой безделье!»                                                                                   | [ 59 ] |
| 2024 | Reddit Anime Awards      | Победа     | Лучший главный драматический персонаж (выбор жюри) | Сосукэ Сима                                                                                         | [ 59 ] |
| 2024 | Reddit Anime Awards      | Победа     | Лучший кастинг (выбор жюри)                        | «Долой безделье!»                                                                                   | [ 59 ] |
| 2024 | Reddit Anime Awards      | Победа     | Лучший сэйю (выбор жюри)                           | Томоё Куросава в роли Мицуми Ивакуры                                                                | [ 59 ] |

## Интересные факты
- В 26 главе с фонами помогала автор манги «Голубой период» Цубаса Ямагути[60].